# Meniscomorpha alhambra
Meniscomorpha alhambra là một loài tò vò trong họ Ichneumonidae.